# Witold Majewski (wojskowy)
Witold Majewski (ur. 2 kwietnia 1888, zm. 1960) – pułkownik artylerii Wojska Polskiego.

## Życiorys
Służył w artylerii konnej I Korpusu Polskiego w Rosji. 23 grudnia 1918 został formalnie przyjęty do Wojska Polskiego z zatwierdzeniem posiadanego stopnia podpułkownika ze starszeństwem z dniem 1 grudnia 1917 i przydzielony z dniem 11 listopada 1918 do Oficerskiej Szkoły Artylerii w Rembertowie.
16 marca 1919 roku w Poznaniu, z rozkazu Inspekcji Artylerii Wielkopolskiej, rozpoczął organizację I dywizjonu artylerii konnej, który po scaleniu z „armią krajową” (5 lutego 1920) został przemianowany na 7 dywizjon artylerii konnej wielkopolskiej. 23 maja 1919 roku Komisariat Naczelnej Rady Ludowej mianował go podpułkownikiem w artylerii ze starszeństwem z 1 kwietnia 1915. 26 marca 1921 roku został mianowany dowódcą 3 pułku artylerii konnej w Poznaniu.
Następnie od kwietnia 1922 do czerwca 1924 był dowódcą 8 dywizjonu artylerii konnej w Białymstoku. 3 maja 1922 został zweryfikowany w stopniu podpułkownika ze starszeństwem z dniem 1 czerwca 1919 i 28. lokatą w korpusie oficerów artylerii. 8 maja 1922 Minister Spraw Wojskowych, gen. dyw. Kazimierz Sosnkowski zezwolił mu korzystać tytularnie ze stopnia pułkownika. Z dniem 1 kwietnia 1924 został przydzielony do 1 Dywizji Kawalerii w Białymstoku na stanowisko dowódcy artylerii konnej dywizji. 1 grudnia 1924 awansował na rzeczywistego pułkownika ze starszeństwem z dniem 15 sierpnia 1924 i 3. lokatą w korpusie oficerów artylerii. W kwietniu 1927 został przeniesiony do 22 pułku artylerii polowej w Przemyślu na stanowisko dowódcy pułku. 28 stycznia 1928 roku został wyznaczony na stanowisko rejonowego inspektora koni w Brześciu nad Bugiem. W lutym 1929 został zwolniony z zajmowanego stanowiska i pozostawiony bez przydziału służbowego z równoczesnym oddaniem do dyspozycji dowódcy Okręgu Korpusu Nr IX w Brześciu. Z dniem 30 listopada 1929 został przeniesiony w stan spoczynku.
W 1934 roku pozostawał w ewidencji Powiatowej Komendy Uzupełnień Warszawa Miasto III. Posiadał przydział do Oficerskiej Kadry Okręgowej Nr I. Znajdował się wówczas w dyspozycji dowódcy Okręgu Korpusu Nr I. Po kampanii wrześniowej przebywał w niemieckiej niewoli. Do 29 kwietnia 1945 roku był jeńcem Oflagu VII A Murnau.

## Ordery i odznaczenia
- Krzyż Walecznych – dwukrotnie
- Krzyż Oficerski z Mieczami Orderu Gwiazdy Rumunii
- Medal Międzysojuszniczy „Médaille Interalliée” – 1925[18]